# Хаузер, Хьюэлл
Хью́элл Ха́узер (англ. Huell Howser; 18 октября 1945, Галлатин, Теннесси — 6 января 2013, Палм-Спрингс, Калифорния) — американский телеведущий, исследователь истории, культуры и коренных народностей Калифорнии, изредка выступал как актёр (в том числе озвучивания), сценарист, продюсер и режиссёр.

## Биография
Хьюэлл Бёрнли Хаузер родился 18 октября 1945 года в городе Галлатин, штат Теннесси, США. Отец — Гарольд Чемберлен, юрист, мать — Джюэлл Хэвенс (Бёрнли) Хаузер, домохозяйка. Хьюэлл окончил Университет Теннесси (исторический факультет) со степенью бакалавр искусств. Служил в армии в морской пехоте, работал в команде главы администрации президента Говарда Бейкера. Есть сестра.
Карьеру на телевидении начал не позднее 1973 года на телеканале WSMV-TV в Нашвилле, штат Теннесси, где был продюсером малоизвестных передач The Happy World of Huell Howser и Happy Features. После этого он работал в Нью-Йорке на канале WCBS-TV, где вёл шоу «Настоящая жизнь», в 1981 году переехал в Лос-Анджелес, где работал репортёром на канале KCBS-TV. В 1982—1983 годах Хаузер работал корреспондентом и ведущим выходного дня в программе Entertainment Tonight. В 1985 году перешёл на работу на телеканал KCET, продюсировал программу Videolog, работал на канале KVIE.
В 1994 году Хаузер начал работу над передачей «Золото Калифорнии», в которой он был продюсером, сценаристом и ведущим на протяжении 18 лет, за которые вышло 443 выпуска. В этой передаче Хаузер рассказывал о маленьких городках штата, его достопримечательностях и событиях, которые в большинстве случаев были незнакомы рядовому зрителю.
В 1996 году безуспешно боролся против сноса зданий и сооружений Верфи Лонг-Бич. Публиковался в журнале Westways Автомобильного клуба Южной Калифорнии. В 2002 году инициативная группа горожан предложила Хаузеру баллотироваться на пост мэра города Палм-Спрингс, но тот не проявил интереса.
Хаузер жил в историческом жилом комплексе El Royale в Лос-Анджелесе, также имел недвижимость в Палм-Спрингс и Туэнтинайн-Палмс — этот дом он обставил средневековой мебелью, купленной в магазинах сэконд-хэнд. В 2003 году он приобрёл «Вулканический дом» площадью 170 м² и участок пустыни вокруг него площадью 24 гектара. Этот дом 1968 года постройки находится близ города Барстоу и расположен на вершине вулканического конуса. В 2010 году Хаузер выставил свой необычный дом на продажу за 750 000 долларов, но в мае 2012 года стало известно, что телеведущий пожертвовал этот дом Чепменскому университету.
В 2011 году Хаузер передал плёнки с записью всех эпизодов всех своих передач, свои бумаги и книги по истории Калифорнии Чепменскому университету. Кроме того он завещал учебному заведению коллекцию артефактов, найденных им в своих путешествиях по штату. Архив телеведущего находится в свободном доступе в здании университета и в Интернете.
Хьюэлл Хаузер никогда не был женат.
В конце ноября 2012 года стало известно, что Хаузер прекращает свою работу в связи с серьёзной болезнью. Хьюэлл Хаузер скончался от рака предстательной железы, с которым он боролся последние два года, 7 января 2013 года в городе Палм-Спрингс, Калифорния. Его прах был кремирован и развеян над океаном у берегов Калифорнии. Неофициальным мемориалом Хаузера его поклонники избрали обсерваторию Гриффита.

## Избранные работы
Телеведущий
- 1994—2012 — Золото Калифорнии[англ.]

Актёр
- 1997 — Беверли-Хиллз, 90210 / Beverly Hills 90210 (в эпизоде Jobbed)
- 2008 — Дурман / Weeds — камео (в эпизоде The Whole Blah Damn Thing)
- 2009 — Симпсоны / The Simpsons — камео (в эпизоде «О, брат, где же ты, Барт?», озвучивание)
- 2011 — Медвежонок Винни и его друзья / Winnie the Pooh — Яскорра (Щасвирнус) (озвучивание)

Сценарист
- 1994—2012 — Золото Калифорнии[англ.]

Продюсер
- 1994—2012 — Золото Калифорнии[англ.][21]

## Факты
- В эпизоде «Кое-что о свадьбе» (2005) мультсериала «Симпсоны» присутствует журналист по имени Хоуэлл Хьюзер, занимающийся рекламой небольших городков для привлечения туристов[22]. Это было сделано без ведома самого Хаузера: вернувшись вечером в день премьеры эпизода домой, телеведущий обнаружил 50 сообщений на автоответчик от разных людей по поводу появления этого персонажа. На следующий день Хаузер позвонил создателю мультсериала Мэтту Грейнингу и сказал: «Если вы собираетесь продолжать пародировать меня, то хотя бы позвольте мне в следующий раз озвучить самого себя»[23]. Это случилось единственный раз четыре года спустя в эпизоде «О, брат, где же ты, Барт?»
- Памяти Хаузера посвящён эпизод «Тест перед попыткой» мультсериала «Симпсоны», премьера которого состоялась через шесть дней после смерти Хаузера.
- Будучи обладателем харизматической внешности и манеры ведения репортажей, Хаузер неоднократно становился мишенью пародирования известными комиками, например, Адамом Кароллой[англ.][7], Дана Гоулдом[англ.][24].